# 스매시 히츠 (잡지)
스매시 히츠(영어: Smash Hits)는 청년층을 타겟으로 한 영국의 음악 잡지이다. 1978년부터 2006년까지 발간되었으며 처음에는 한 달에 한 번씩 발행하다가 시간이 지나며 격주로 발간되었다. 현재는 박스 히트라는 이름의 텔레비전 채널 스핀오프와 웹사이트로 남아 있었다. 디지털 라디오 방송국도 이용할 수 있었으나, 2013년 8월 5일 폐쇄됐다.

## 개요
스매시 히츠는 1978년 저널리스트 닉 로건이 만들었다. 닉은 여동생이 사곤 했던 노래를 중점으로 가사를 싣는 잡지를 고안하였으나 질이 좋지 않았다. 그래서 닉은 가사가 주를 이루는 좋은 질의 잡지를 창간하기로 하였다. 스매시 히츠의 출판사는 피터버러에 본사를 둔 소규모 회사 EMAP이었으며, 스매시 히츠라는 이름을 쓰기 전까지 원래 제목은 디스코 피버였다.
스매시 히츠는 주로 발간 당시에 히트를 친 노래의 가사나 음악계의 거물들과의 인터뷰가 주 콘텐츠였다. 처음에는 매달 출판하였다가 격주로 기간이 줄었다. 잡지의 스타일은 초반에 진지함을 띠었지만 1980년대 중반부터는 거물급 인사에게 이상한 질문을 던지며 조롱하는 등의 이상한 태도를 보였다. 스매시 히츠는 많은 음악 평론가나 기자가 경력을 시작한 곳이다. 펫 숍 보이스의 닐 테넌트 또한 작가 겸 편집 보조로 일했으며, 한때 자신이 팝스타가 되지 않았다면 편집자가 되었을 것이라는 말을 하기도 했다.
잡지의 판매량은 1980년대 후반에 절정에 달했다. 1990년대 초반에는 발행 부수당 50만 부가 고정으로 팔렸고, 1989년에는 100만부가 넘게 팔렸다. 이후 1990년대부터 판매가 감소하기 시작하여 1996년에는 연간 약 10만 건에 달하는 매출 감소가 진행됐다. 마지막에는 12만부 밖에 팔리지 않았다.

## 컴필레이션 음반
EMAP은 《Now That's What I Call Music》처럼 《Now Smash Hits》라는 제목의 스매시 히츠의 이름을 딴 컴필레이션 음반을 만들었다.